# Straße der Verdammnis (Film)
Straße der Verdammnis (Originaltitel: Damnation Alley) ist ein US-amerikanischer Science-Fiction-Film aus dem Jahr 1977. Er basiert lose auf dem gleichnamigen Roman von Roger Zelazny. Am 24. August 1978 lief der Film in den deutschen Kinos an.

## Handlung
Es werden First Lieutenant Jake Tanner und Major Eugene „Sam“ Denton bei ihrem Dienst in einem Atomraketensilo der Air Force in Kalifornien gezeigt. Als die USA mit Nuklearwaffen angegriffen werden, erhalten Tanner und Denton den Befehl, sämtliche Raketen des Silos zu starten, um diese abzufangen, bevor sie ihr Ziel erreichen. Doch die USA können lediglich 40 % der eingehenden Atomraketen vernichten und es kommt zu gewaltigen Zerstörungen.
Zwei Jahre später: Durch den dritten Weltkrieg hat sich die Erdachse verschoben, es toben heftige elektrische Stürme, und durch ionisierende Strahlung finden im Tierreich Mutationen statt: in den Dünen um die Air-Force-Basis tummeln sich Riesenskorpione. In der Militärbasis kommt es bei einem Unfall zu einer riesigen Gasexplosion, es gibt nur vier Überlebende: Denton, Tanner, Perry und Keegan.
Denton beschließt, ein Funksignal zu erkunden, das regelmäßig aus der Gegend von Albany empfangen wird. Mit zwei gepanzerten Amphibientransportern („Landmaster“) machen sie sich auf den Weg quer durch die USA. Tanner nimmt sein Motor-Cross-Bike mit, das er bei einigen folgenden Episoden einsetzen wird.
Schon beim ersten Sturm wird ein Fahrzeug zerstört, wobei der Fahrer, Perry, tödlich verletzt wird. In den Ruinen von Las Vegas nehmen sie die attraktive Janice auf. Auf der weiteren Reise treffen sie in Salt Lake City auf mutierte Killer-Kakerlaken, die Keegan fressen. Später nehmen sie den Teenager Billy mit, der Mutter und Vater verloren hatte. An einer abgelegenen Tankstelle, deren Notstromaggregat Denton und Tenner ingangsetzen wollen, um nachzutanken, treffen sie auf vier strahlenkranke, zerlumpte Männer mit Gewehren, die versuchen Janice zu vergewaltigen und das Fahrzeug zu stehlen. Sie können die Plünderer im letzten Moment dank einer List von Billy töten und ziehen weiter.
In Detroit hält die Gruppe auf einem Schrottplatz, da der Fahrzeugantrieb Anzeichen von Schäden zeigt, aber mit Standard-LkW-Komponenten repariert werden kann. Es kommt ein intensiver Sturm auf, der von einer tsunamiähnlichen Flutwelle gefolgt wird. Das Gefährt wird weggeschwemmt, schwimmt aber stabil, da es darauf ausgelegt ist, nicht unterzugehen, selbst wenn der Innenraum zur Hälfte unter Wasser steht. Am Rande eines großen Gewässers kann die Crew den Landmaster wieder an Land bringen. Während sie das Amphibienfahrzeug wieder herrichten, empfangen sie über Radio Musik von der Station aus Albany. Sie können Sprechkontakt herstellen und Tanner und Billy fahren auf dem Motorrad vor – die Stadt ist nur wenige Meilen entfernt. In der Schlusseinstellung treffen die beiden in einer intakt aussehenden Vorstadt ein, wo sie von den Bewohnern begrüßt werden.

## Hintergrund
- Roger Zelazny war mit der Umsetzung seines Romans sehr unzufrieden und wollte sogar erreichen, dass sein Name aus dem Abspann gestrichen wird.
- Der Film hatte mit 17 Millionen US-Dollar ein für die damalige Zeit beachtliches Budget.
- Die optischen Effekte waren sehr aufwendig und führten zu einer Produktionsdauer von zehn Monaten. Um die postapokalyptische Atmosphäre darzustellen, wurde in 80 Prozent der Szenen der Himmel mit gemalten Hintergründen mittels Matte Painting überlagert. Dies musste für jedes Bild einzeln durchgeführt werden. Zuständig für diese Effekte war u. a. der 1977 mit dem Oscar (für Flucht ins 23. Jahrhundert) ausgezeichnete Matthew Yuricich.
- 20th Century Fox planten, 1977 zwei Science-Fiction-Filme in die Kinos zu bringen, wobei Straße der Verdammnis als Blockbuster geplant war. Aufgrund der Verzögerung in der Produktion musste als „Ausweichmaßnahme“ Krieg der Sterne forciert werden. In der Befürchtung weiterer Verzögerungen wurde Jack Smight von der Regie entbunden, und einige Szenen wurden geschnitten.
- Der Landmaster[1] wurde speziell für diesen Film gebaut – die Kosten beliefen sich auf 350.000 US-Dollar. Alle 12 Räder sind angetrieben, obwohl nur die unteren 8 Kontakt zum Boden haben und bei Unebenheiten das ganze Fahrgestell darüber rotieren kann (Tri-Star-Konfiguration). Das Fahrzeug lenkt per Knicklenkung, indem der vordere und der hintere Teil hydraulisch verschränkt werden. Obwohl im Film anscheinend zwei Exemplare zu sehen sind, ist das Fahrzeug tatsächlich ein Unikat. Heute befindet er sich in Privatbesitz. Es wurde unter anderem auch in der Serie Ein Engel auf Erden (Staffel 5, Folge 13) verwendet.
- Nachdem Straße der Verdammnis 1978 in den Kinos lief, wurde der Film nur noch auf VHS, Super 8 und Laserdisc veröffentlicht, einige Male wurde er auch im TV ausgestrahlt. Erst 2011 erschien der Film auf DVD und Blu-ray.
- Die beiden Hauptdarsteller sind im deutschsprachigen Raum eher aus Fernsehserien bekannt, Jan-Michael Vincent aus Airwolf und George Peppard aus Das A-Team.

## Unterschiede zum Buch
- Die Romanhandlung spielt knapp 30 Jahre nach dem Atomkrieg.
- Jake Tanner heißt in der Vorlage Hell Tanner und ist ein verurteilter Hells Angel, kein Offizier der Air Force. Er fährt für seine Begnadigung die gefährliche Strecke. Auch wurde er nach dem Atomkrieg geboren.
- Major Eugene Denton wird im Buch lediglich mit seinen Nachnamen Denton genannt und ist eigentlich Verkehrsminister des Staates Kalifornien, der selbst nicht an der Fahrt teilnimmt.
- Tom Perry, Keegan und Billy existieren im Roman nicht. Anstatt der in Las Vegas aufgenommenen Janice, gibt es im Buch Corny, eine Rockerin aus einer Motarradgang, die Hell Tanner nach einem Gefecht mitnimmt, nachdem er ihre Bande vernichtet hat. Auch ist Hells Mitfahrer Greg, ein Postfahrer, dessen Panzerwagen zerstört wird und ab da bei ihm mitfährt.
- Der eigentliche Grund der Fahrt im Buch ist ein Hilfegesuch des Staates Massachusetts an den Staat Kalifornien, die jeweils eigene Länder und keine US-Bundesstaaten mehr sind. Sie bilden den letzten Rest von Zivilisation. In Boston ist eine schlimme Seuche ausgebrochen und es wird ein Konvois zusammengestellt, der Impfstoff liefern soll.
- Die Panzerwagen sind in der Vorlage umgebaute Panzerspähwagen in Form von Radpanzern. Sie weisen bis auf schmale Panzerglas-Sichtluken hinter Stahlschotts keine Fenster auf und haben acht Räder, wovon ein Paar Reifen Sicheln wie an einem Streitwagen haben. Deren Bewaffnung und Ausrüstung sind im Buch umfangreicher. Auch sind es im Roman drei und nicht zwei Wagen.
- Unterwegs kommt es im Roman immer wieder zu Kämpfen mit mutierten Tieren, Wegelagerern und Gangs.
- Die mutierte Tierwelt unterscheidet sich im Roman völlig; so gibt es keine Riesenskorpione und fleischfressende Kakerlaken, sondern riesige Eidechsen, Schlangen, Fledermäuse, Spinnen und ähnliches. Daneben gibt es auch noch normale Tiere wie Bisons, Präriewölfe, Wildhunde und Vögel.
- In der Romanvorlage finden sich neben dem radioaktiven Ödland vereinzelt auch unberührte Gebiete, die von Menschen bewohnt und bewirtschaftet werden.
- Im Buch ist Albany nur die vorletzte Station, das eigentliche Ziel ist Boston.

## Kritik
„Ohne Höhepunkte inszenierte Mischung aus Science-Fiction-, Horror-, Katastrophen- und Abenteuerfilm, die ein stimmiges Handlungskonzept vermissen läßt.“

„Obwohl der Film ab 12 Jahre freigegeben ist, sind ein paar kurze, recht blutige Effekte enthalten. Der Film selber ist ordentlich gemacht, hat aber auch seine Längen. […] Der Film ist zwar sicherlich kein Meisterwerk, vermag aber zu unterhalten.“

„Das einzig Sehenswerte ist der futuristische ‚Landmaster‘, mit dem die beiden durch die Wüste und vor der dümmlichen Geschichte fliehen. Fazit: Hoffentlich begräbt ein Sandsturm die Filmrollen!“

„Jack Smight (Der Tätowierte, 1969) inszenierte den von Abenteuer zu Abenteuer hechelnden SF-Katastrophenfilm mehr als ein Tummelplatz für herum gammelnde Kinder und Möchtegern-Helden denn als glaubwürdiges Endzeit-Szenario nach der Apokalypse. Einige dilettantische Spezialeffekte (besonders die Szenen mit den schlampig einkopierten Riesenskorpionen und Kakerlaken) zeugen von einer Zweitklassigkeit, die dem ganzen Film anlastet. Das klingt schon wieder schlechter, als Straße der Verdammnis letztendlich ist, denn nichtsdestotrotz ist Smights abwechslungsreicher Endzeitfilm ein Paradebeispiel der düsteren Dark-Future-Visionen aus den 70ern, das nicht nur wegen seines nostalgischen Charmes unterhält. Zu den Highlights gehören Harry Stradlings Kamera, die für einige hypnotische Bilder sorgt, und die ausgezeichnete Musik von Jerry Goldsmith, in etwa vergleichbar mit seiner experimentellen Komposition zu Planet der Affen (1968).“